# Carlesia sinensis
Carlesia sinensis là một loài thực vật có hoa trong họ Hoa tán. Loài này được Dunn mô tả khoa học đầu tiên năm 1902.